# Oggetti non stellari nella costellazione della Lira
Principali oggetti non stellari presenti nella costellazione della Lira.

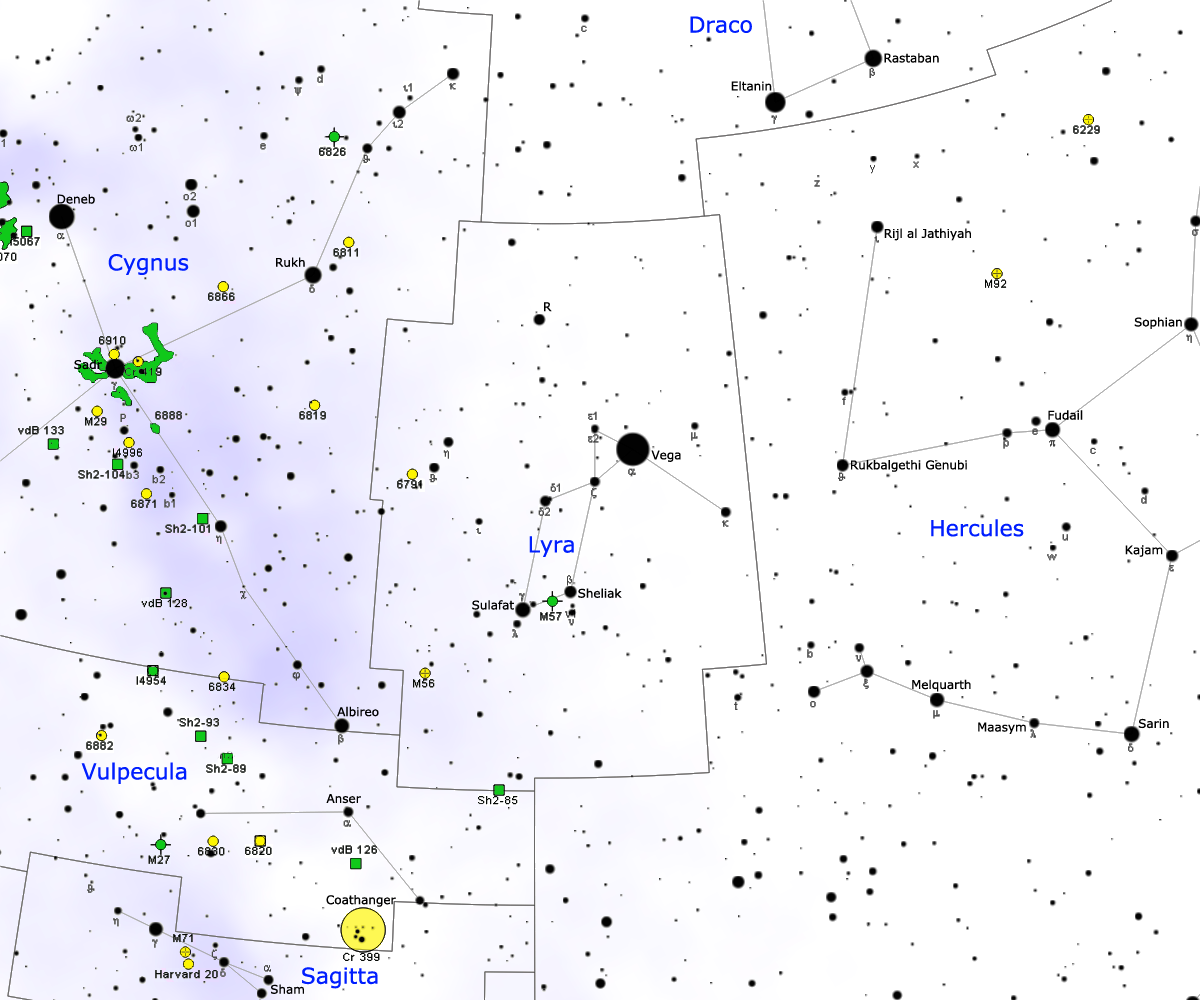
Mappa della costellazione della Lira.

## Ammassi aperti
- NGC 6791

## Ammassi globulari
- M56

## Nebulose planetarie
- Nebulosa Anello (M57)

## Nebulose diffuse
- Sh2-85

## Galassie
- NGC 6703
- UGC 11185